# Jorge Díaz Polanco
Jorge Díaz Polanco (Turmero, 23 de agosto de 1943) es un catedrático e investigador venezolano, cuyo campo de trabajo abarca el área de Desarrollo, Planificación y Políticas de Salud. Está adscrito al Centro de Estudios del Desarrollo (CENDES-UCV) de la Universidad Central de Venezuela (UCV), con más de 29 años de servicio dentro de la institución, y forma parte del Observatorio Venezolano de la Salud desde 2008, el cual se encarga de proveer datos sobre el sistema de salud venezolano.

## Formación académica
Inició sus estudios universitarios en la Universidad Católica Andrés Bello (UCAB), obteniendo el título de Sociólogo (1962-1967). Cursó estudios de postgrado en el área de Sociología de la Educación Médica (1968-1969) en la University of Kentucky Medical School, Lexington, KY, U.S.A., y realizó una especialización en Planificación y Políticas de Salud en el CENDES (1980-1981). En 1990, se hizo acreedor de la Beca Hubert Humphrey de la Embajada de los Estados Unidos de América para estudiar los servicios de salud en ese país (1990).

## Actividad académica y de investigación
Inició su carrera académica en el campo de la docencia como profesor de Historia y Geografía de Venezuela y Formación Moral y Cívica en el Instituto Champagnat (1962-1964). En el año 1968, después de obtener el título de Sociólogo, pasa a formar parte de la División de Recreación Dirigida del Consejo Venezolano del Niño en Caracas. Continua con su actividad docente como profesor en diversas áreas de pregrado tales como: Cátedra de Sociología de la Medicina del Departamento de Medicina Preventiva y Social de la Facultad de Medicina-UCV (1968-1979); cátedras de Introducción a la Sociología, Socioantropología (1972-1978), Sociología General, Comunicación, Introducción a las Ciencias Sociales, Sociología de la Medicina (1973) de la UCAB; electiva de Sociología de la Medicina de la Escuela de Sociología y Antropología, Facultad de Ciencias Económicas y Sociales-UCV (1972-1975).
Ha dictado un gran número de cursos y talleres como docente invitado tales como: Metodología de la Investigación Social en la Escuela de Administración y Contaduría de la Universidad del Zulia (1975); Seminario “Metodología de la Investigación en Ciencias Aplicadas a la Salud”, con el auspicio de la UCAB y la Organización Panamericana de la Salud (1976); Curso Monográfico sobre "El proceso Salud-Enfermedad y sus implicaciones para la formación del personal en salud", celebrado en la Escuela de Malariología y Saneamiento Ambiental, con el apoyo del Ministerio de Sanidad y Asistencia Social, la Organización Panamericana de la Salud y la Facultad de Ciencias de la Salud de la Universidad de Carabobo (Valencia, 1980); Primer Curso e Planificación Social, bajo el patrocinio del Instituto Latinoamericano de Planificación Económica y Social (ILPES) y la Oficina Central de Coordinación y Planificación de la Presidencia de la República (CORDIPLAN, 1980); Postgrado de Psiquiatría del Hospital Clínico Universitario (1978); Primer Curso de Salud Ocupacional: Proceso de Trabajo y Salud en la Escuela de Malareología y Saneamiento Ambiental del Ministerio de Sanidad y Asistencia Social, con el apoyo de la Oficina Panamericana de la Salud y el mencionado ministerio (Maracay, 1982); I Maestría en Planificación del Desarrollo Regional de la Universidad de Oriente (Cumaná, 1985); Programa de Doctorado en Estudios del Desarrollo, CENDES-UCV (1989), por nombrar algunos.
Ha sido consultor de: la Unidad de Políticas de Salud de la OPS/OMS (1990-1991); el Programa Mujer, Salud y Desarrollo de la OPS/OMS (1991-1993) y el Centro Latinoamericano para la Administración del Desarrollo (CLAD, 1993-1994).
En el área de investigación se ha desempeñado como coordinador de los proyectos: “Evaluación de impacto en salud y ambiente en la Amazonia” (EISA) financiado por el IDRC-Canadá (1994-1996); “La reforma de salud de Venezuela: Aspectos políticos e institucionales de la descentralización de los servicios de salud y sus opciones de cambio” (RESVEN, 2000-2005) financiado también por el IDRC y FONACIT en su primera y segunda etapa, y “Observatorio Venezolano de la Salud (OVS)” (2008-2014), con el apoyo de LOCTI- CENDES-UCV.

## Cargos desempeñados
Dentro de su vida académica también ha ejercido cargos administrativos, entre los que destaca: Jefe del Servicio Social de la Casa de Observación de Menores “Dr. Rafael Vegas” (Los Teques, 1965-1967); Encargado de la Biblioteca de la Escuela de Ciencias Sociales de la UCAB (1964-1965); Coordinador del Área de Ciencias Sociales del Primer Curso Básico dictado en la UCV para aspirantes a ingresar a las Facultades de Medicina y Odontología (1969-1970); Coordinador de Investigación del Departamento de Ciencias Sociales, Facultad de Ciencias de la Salud, Universidad de Carabobo, Núcleo Aragua (Maracay, 1980); Corodinador de Estudios para Graduados del CENDES-UCV (1983-1985); Coordinador de Estudios de Postgrado del CENDES-UCV (1987-1989); Coordinador de Investigaciones del CENDES-UCV (2006-2010); Presidente de la Comisión de Ciencias Sociales y Humanísticas y miembro del Directorio del Consejo de Desarrollo Científico y Humanístico de la UCV (CDCH-UCV, 2009).
Formó parte de la Comisión de Estudios Interdisciplinarios de la UCV (1983-1985); el Comité de Redacción de la revista Cuadernos del CENDES (1986-1987) y la Comisión Asesora de Salud del Consejo Nacional de Investigaciones Científicas y Tecnológicas (CONICIT, 1986-1989).
Asimismo, está adscrito al Colegio de Sociólogos y Antropólogos de Venezuela, es miembro de la Asociación Venezolana para el Avance de la Ciencia (AsoVAC), de la Asociación de Profesores de la Universidad Central de Venezuela, de la Asociación para el Progreso de la Investigación Universitaria (APIU) y del International Forum for Social Science and Health.

## Reconocimientos
En el transcurso de su trayectoria profesional obtuvo el Premio Nacional de Psiquiatría “Dr. Alberto Mateo Alonso”, otorgado por el Ministerio de Sanidad y Asistencia Social, al libro Psiquiatría y Subdesarrollo y el Premio de la Asociación de Profesores de la Universidad Central de Venezuela a la Investigación Social.

## Publicaciones
- Díaz Polanco, J y Maingón, T. ¿A dónde nos llevan las políticas de salud? La reforma del sector salud, ¿un cambio positivo?. En: Bronfman, M & Castro, R (Eds.). Salud, Cambio Social y Política. Perspectivas desde América Latina. EDAMEX-Instituto Nacional de Salud Pública. Colección Medicina y Salud. México, 1999:217-238. ISBN 9706610669.[2]

- Díaz Polanco, J. La Investigación sobre salud en Venezuela: Sus implicaciones para la formulación de una política de investigación. En: Briceño-León, R (Coord.) Ciencias Sociales y Salud en América Latina: Un balance. Fundación Polar. Caracas, 1999. ISBN 9789806397910.[3]
- El papel del financiamiento en las reformas de salud: El caso de Venezuela. Ponencia presentada ante el XXIII Congreso de la Asociación Latinoamericana de Sociología. Antigua, Guatemala, 2001.[4]

- La cooperación técnica internacional y los procesos de reforma del sector salud en América Latina. En: Críticas e Atuantes. Ciencias Sociais e Humanas em Saúde na América Latina. María C. Minmayo y Carlos Coimbra (Organizadores) Editora FIOCRUZ, Río de Janeiro, Brasil, 2005.[5]
- La reforma de salud de Venezuela: Aspectos políticos e institucionales de la descentralización de los servicios de salud (Coordinador). CENDES/UCV-CIID-FPOLAR-IESA-MSDS-CORPOSALUD. Caracas, marzo de 2002.[6]

- Reforma y descentralización de la salud en Venezuela: Alcances, limitaciones y perspectivas. En: Política y Gestión. Homo Sapiens Ediciones. Santa Fe, Argentina. 2004; 7:147-170.[7]

- La descentralización de la salud en Venezuela: Aprendamos de la experiencia. (Coordinador). CENDES/UCV-CIID-FPOLAR-IESA-MSDS-CORPOSALUD, 2004.[8]

- La salud en la Quinta República: ¿Una política de Estado? En: Venezuela Visión Plural. Una mirada desde el CENDES. Volumen I. Bid & Co. Editor. CENDES-UCV. Caracas, 2005.[9]

- Salud y hegemonía regional: Las relaciones Cuba-Venezuela, 1999-2006. En: Foreign Affairs en español. Instituto Tecnológico Autónomo de México (ITAM). 2006; 6(4):95-106.[10]

- La Seguridad Social en Venezuela: ¿Del seguro a la seguridad? En: Maingón Thais (Coordinadora) Balance y Perspectivas de la Política Social en Venezuela. ILDIS, CENDES, UNFPA. Caracas. 2006:229-240.[11]

- Salud y hegemonía en Venezuela: Barrio Adentro, continente afuera. Centro de Estudios del Desarrollo (CENDES). Caracas. 2008;127 páginas.[12]
- Díaz Polanco, J y Borges Guitián, S. La década bolivariana de salud: Un secreto mal Guardado. En: Francesa Ramos, Carlos Romero y Hugo Eduardo Ramírez (editores) Hugo Chávez: Una década en el poder. Facultad de Ciencias Políticas y Gobierno y Relaciones Internacionales, Observatorio de Venezuela. Editorial Universidad del Rosario, Bogotá, Colombia. 2010:387-405.[13]
- Díaz Polanco, J y Borges Guitián, S. Institucionalidad y rectoría de los sistemas de salud: El caso venezolano. En: Cuadernos del CENDES. Año 27, N° 75. Caracas, pp. 73-94.[14]

- Díaz Polanco, J. La institucionalidad de la salud en Venezuela. Una enfermedad de la razón. En: Encuentro de Organizaciones Sociales. Venezuela. Universidad Católica Andrés Bello, Caracas. 2012:57-67. ISBN 97898092447350.[15]
- Landaeta-Jiménez, M., Aliaga, C., Sifontes, Y., Herrera, M., Candela, Y., Delgado Blanco, A., Díaz Polanco, J., Angarita, C., Quintero, Y., Bastardo, G., Herrera, H., Hernández, R., Bernal, J., Montilva, M., Martínez, N. El derecho a la alimentación en Venezuela. En: Anales Venezolanos de Nutrición. 2012; 25(2):73-84.[16]
- Díaz Polanco, J. Campañas electorales en 2012: Las elecciones presidenciales de octubre y regionales de diciembre. En: Sakaguchi, Aki (Ed.) Elecciones presidenciales y regionales en Venezuela 2012: Se preserva la hegemonía (Venezuera Daitouryou-senkyo to Chibou senkyo: Kongo no tenbou). Institute of Developing Economies-JETRO, Tokio, Japón. 2013: 69-95. ISBN 978425830021. Publicación en idioma japonés.[17]
- Díaz Polanco, J. (2015) Para entender las políticas sociales del chavismo. En: Aki Sakaguchi (Ed.): Venezuela bajo el régimen de Chávez (Chabesu seiken ka no Venezuera). Institute of Developing Economies-JETRO, Tokio, Japón. 2015: 97-123. ISBN 9784258290437. Publicación en idioma japonés.[18]